# Rajd Wiślański 1963
13. Rajd Wiślański – 13. edycja Rajdu Wiślańskiego. Był to rajd samochodowy rozgrywany od 20 do 22 września 1963 roku. Była to czwarta runda Rajdowych Samochodowych Mistrzostw Polski w roku 1963. Rajd został rozegrany na nawierzchni asfaltowej. Zwycięzcą został Sobiesław Zasada..

## Wyniki końcowe rajdu[1][2]
| Miejsce | Kierowca            | Pilot            | Samochód         | Klasa                | Punkty |
| ------- | ------------------- | ---------------- | ---------------- | -------------------- | ------ |
| 1       | Sobiesław Zasada    | Ewa Zasada       | Fiat 600 D       | kat. I do 850 cm3    | 0      |
| 2       | Jan Soczek          | Ludwik Postawa   | Škoda Octavia    | kat. I do 1300 cm3   | 47,6   |
| 3       | Mieczysław Sochacki | Zenon Leszczuk   | Škoda Octavia TS | kat. II pow. 850 cm3 | 51,9   |
| 4       | Jerzy Dobrzański    | Czesław Murawski | BMW 700          | kat. II do 850 cm3   | 71,7   |